# Denys d'Alexandrie
Pour les articles homonymes, voir Denys.
Denys d'Alexandrie est un Père de l'Église, évêque d'Alexandrie et saint chrétien du IIIe siècle. Il est fêté le 8 avril. 

## Histoire et tradition
On ne sait pas grand-chose de l'évêque Denys d'Alexandrie, sinon ce qu'en dit Eusèbe de Césarée. Né très probablement au début du IIIe siècle à Alexandrie d'une famille païenne, disciple d'Origène et successeur de l'évêque Héraclas à Alexandrie,  le 1er de Tubah soit le 28 décembre 246 , Denys — dit « le Grand » — est persécuté sous le règne de Philippe l'Arabe (248). Sous Dèce, il doit trouver refuge en Libye. Pendant les persécutions contre les chrétiens demandées par Valérien, il est exilé de nouveau en Libye jusqu'à ce qu'il doive sa libération à Gallien (262). À son retour, il doit affronter à Alexandrie une révolution et la peste. Invité au synode d'Antioche (264-265), il est empêché d'y assister en raison de sa vieillesse et il meurt durant le synode le 8 mars 264.
La principale source d'information sur Denys est l'Histoire ecclésiastique d'Eusèbe de Césarée, qui cite un grand nombre de ses lettres. Les œuvres de Denys sont principalement d'intérêt pastoral. Adversaire du sabellianisme, il fut lui-même soupçonné de trithéisme et dut démontrer son orthodoxie dans un traité intitulé Réfutation et Apologie adressé à Denys de Rome. Les passages cités par Eusèbe concernent notamment le novatianisme, le sabellianisme, le millénarisme (Sur les promesses), l'épicurisme (Sur la nature). Denys refusait d'identifier l'auteur de l'Apocalypse avec l'apôtre Jean, auteur du quatrième Évangile et des épîtres johanniques.

## Écrits
- Clavis Patrum Græcorum 1550-1612.